# Herbert Greiner-Mai
Herbert Greiner-Mai (* 4. August 1927 in Lauscha; † 11. November 1989 in Weimar) war ein deutscher Germanist und Verlagslektor.

## Leben
Der Oberschüler Herbert Greiner-Mai, Sohn eines Lauschaer Glasbläsers, wurde 1943 als Luftwaffenhelfer eingesetzt und leistete anschließend bis 1945 als Soldat Kriegsdienst. Bis 1948 in sowjetischer Kriegsgefangenschaft, besuchte er die Antifa-Schule in Alapajewsk.
Von 1948 bis 1949 machte Herbert Greiner-Mai in der Vorstudienanstalt Jena sein Abitur, studierte darauf an der Friedrich-Schiller-Universität Jena Anglistik sowie Germanistik und schloss die Studien 1953 als Diplomphilologe ab. Dann war er im Volksverlag Weimar Lektor und ab 1959 dort Cheflektor. Ab 1964 war Herbert Greiner-Mai Verantwortlicher Lektor im Lektorat Deutsches Erbe im Aufbau-Verlag Berlin und Weimar.

## Auszeichnungen
- 1971 Nationalpreis der DDR III. Klasse für Kunst und Literatur
- 1979 Wilhelm-Bracke-Medaille

## Werk (Auswahl)
- Glas, Schnee und eine Rasselbande. Illustrationen von Engelbert Schoner. Knabes Jugendbücherei. Knabe, Weimar 1955
- zusammen mit Wally Eichhorn-Nelson: Bilderbuch vom hohen Thüringer Wald. Illustrationen von Engelbert Schoner. Volksverlag, Weimar 1956
- Weimar. Bilder einer traditionsreichen Stadt. Fotos von Klaus G. Beyer. Aufbau-Verlag Berlin 1979 (Nachauflage: Simon, München-Pullach 1989 ISBN 978-3-351-01327-1)
- Dichter, Stätten, Episoden (Mitarbeiter: Wolfgang Schneider und Horst H. Müller). Tourist-Verlag Berlin 1985 (Nachauflage Klett-Verlag für Wissen und Bildung, Stuttgart 1990, ISBN 978-3-12-895120-1)

### Herausgeber
- Johann Wolfgang von Goethe: Werke. Bd. 1, Dichtung und Wahrheit. Volksverlag, Weimar 1956
- Johann Wolfgang von Goethe: Die neue Melusine. Eine Auswahl. Illustrationen von Bernhard Nast. Kinderbuchverlag Berlin 1961
- Johann Wolfgang von Goethe: Gedichte. Goethe. Ausgewählt von Herbert Greiner-Mai und Hans-Joachim Kruse. Volksverlag (Bibliothek deutscher Klassiker),  Weimar 1963
- Friedrich Hölderlin: Werke. 2 Bde. Ausgewählt und eingeleitet von Herbert Greiner-Mai. Volksverlag (Bibliothek deutscher Klassiker),  Weimar 1963
- Johann Wolfgang von Goethe: Werke. Bd. 8, Aus meinem Leben. Dichtung und Wahrheit. Aufbau-Verlag, Berlin 1966
- Johann Wolfgang von Goethe: Werke. Bd. 10, Italienische Reise. Aufbau-Verlag, Berlin 1966
- Gotthold Ephraim Lessing: Briefe. Bd. 1. Aufbau-Verlag, Berlin 1967
- Lyrik der Antike in klassischen Nachdichtungen. Herausgegeben von Herbert Greiner-Mai und Manfred Wolter. Aufbau-Verlag, Berlin 1968
- Homers Frosch- und Mäusekrieg. Deutsch von Christian Graf zu Stolberg. Illustrationen von Renate Totzke-Israel. Rütten & Loening, Berlin 1970
- Die wunderschöne Historie von dem gehörnten Siegfried. Dem Volksbuch von 1726 nacherzählt. Herbert Greiner-Mai. Illustrationen von Hans Wiegandt. Knabes Jugendbücherei. Knabe, Weimar 1971
- Heinrich Heine: Lebensfahrt. Hundertfünfzig Gedichte. Ausgewählt von Herbert Greiner-Mai und Gotthard Erler. Aufbau-Verlag, Berlin 1972
- Ein Fischer saß im Kahne. Die schönsten deutschen Balladen des 19. Jahrhunderts. Ausgewählt von Herbert Greiner-Mai und Wulf Kirsten. Aufbau-Verlag, Berlin 1974
- Weimar im Urteil der Welt. Stimmen aus drei Jahrhunderten. Herausgegeben von Herbert Greiner-Mai in Zusammenarbeit mit Gerhard Hendel. Aufbau-Verlag, Berlin 1977
- Glück ohne Ruh. Deutsche Liebesgedichte aus hundert Jahren. Ausgewählt von Herbert Greiner-Mai und Wulf Kirsten.  Aufbau-Verlag, Berlin 1978
- Kleines Wörterbuch der Weltliteratur. Bibliographisches Institut, Leipzig 1983
- Diccionario Akal de literatura general y comparada. Kleines Wörterbuch der Weltliteratur (span.) Tres Cantos, Madrid 2006, ISBN 978-84-460-1863-6
- Liebe ist nicht Lieb allein. Altgriechische Liebesgedichte. Ausgewählt von Herbert Greiner-Mai. Aus dem Griechischen übersetzt von Dietrich Ebener. Die Verse des Sophokles wurden übersetzt von Rudolf Schottlaender. Aufbau-Verlag, Berlin 1984
- Rudolf Baumbach: Der Fiedelbogen des Neck. Märchen und Erzählungen. Herausgegeben und bearbeitet von Herbert Greiner-Mai. Postreiter-Verlag, Halle 1986
- Der verliebte Zyklop. Humor und Satire der Antike. Illustrationen von Harry Jürgens. Eulenspiegel-Verlag Berlin 1989, ISBN 978-3-359-00353-3
- Johann Karl August Musäus: Der geraubte Schleier und andere Märchen und Sagen. Ausgewählt und für Kinder bearbeitet von Herbert Greiner-Mai. Illustrationen von Gerhard Lahr. Postreiter-Verlag Halle 1989, ISBN 978-3-7421-0239-3